# Никола, Лоуренс
Лоуренс Никола (англ. Lawrence Nycholat; 7 мая 1979, Калгари, Альберта, Канада) — профессиональный канадский хоккеист, защитник.
На драфте НХЛ не выбирался. 31 августа 2000 года как свободный агент подписал контракт с «Миннесотой Уайлд». 11 марта 2003 года обменян в «Нью-Йорк Рейнджерс». 9 августа 2005 года как неограниченно свободный агент подписал контракт с «Вашингтон Кэпиталз». 26 февраля 2007 года обменян в «Оттаву Сенаторз».

## Статистика
```
                                            
                                            --- Regular Season ---  ---- Playoffs ----
Season   Team                        Lge    GP    G    A  Pts  PIM  GP   G   A Pts PIM
--------------------------------------------------------------------------------------
1996-97  Swift Current Broncos       WHL    67    8   13   21   82  --  --  --  --  --
1997-98  Swift Current Broncos       WHL    71   13   35   48  108   1   0   0   0   0
1998-99  Swift Current Broncos       WHL    72   16   44   60  125   6   2   2   4  12
1999-00  Swift Current Broncos       WHL    70   22   58   80   92   2   0   0   0   0
2000-01  Jackson Bandits             ECHL    5    1    2    3    5  --  --  --  --  --
2000-01  Cleveland Lumberjacks       IHL    42    3    7   10   69   4   0   0   0   2
2001-02  Houston Aeros               AHL    72    3   11   14   92  14   1   0   1  23
2002-03  Houston Aeros               AHL    66   11   28   39  155  --  --  --  --  --
2002-03  Hartford Wolf Pack          AHL    15    2    9   11    6   2   2   0   2   0
2003-04  Hartford Wolf Pack          AHL    72    6   26   32  130  16   0   5   5  28
2003-04  New York Rangers            NHL     9    0    0    0    6  --  --  --  --  --
2004-05  Hartford Wolf Pack          AHL    79    5   38   43  132   6   0   3   3  11
2005-06  Hershey Bears               AHL    73   13   44   57   94  16   2  12  14  12
2006-07  Hershey Bears               AHL    29    3   25   28   39
2006-07  Washington Capitals         NHL    18    2    6    8   12
--------------------------------------------------------------------------------------
         NHL Totals                         27    2    6    8   18

```